# 乔万娜二世
乔万娜二世（1371年6月25日—1435年2月2日），自1414年起为那不勒斯女王。她还是名义上的耶路撒冷、西西里、匈牙利女王。

## 早年
1371年6月25日，乔万娜出生在达尔马提亚的扎达尔，是那不勒斯国王卡洛三世和杜拉佐的玛格丽塔的女儿。
1386年2月后，安茹公爵太夫人布卢瓦的玛丽开始就安茹公爵路易二世和乔万娜的婚姻谈判，但1387年5月路易断然拒绝娶他父亲主要敌人的女儿。1401年秋，28岁的乔万娜在维也纳嫁给第一任丈夫奥地利公爵威廉，后者恰恰是被她的远房堂姐妹波兰女王雅德维加抛弃的未婚夫。乔万娜和威廉没有子女，婚后五年的1406年，威廉去世。其后，她结识情夫潘多尔费洛·皮斯科波，绰号阿洛波（秃顶的）。1414年，她继承其弟拉迪斯劳的那不勒斯王位，任命阿洛波为管家。阿洛波随后使有影响力的大将军和“大管家”穆奇奧·斯福爾扎倒台，引发了嫉妒。

## 登基
1414年，41岁且没有孩子的乔万娜继承其弟拉迪斯劳的那不勒斯王位。1415年初，乔万娜与亞拉岡国王斐迪南一世的儿子，比她年轻25岁的胡安王子订婚。这次订婚不久即宣告无效，使得乔万娜有自由另选丈夫。1415年8月10日，乔万娜再嫁拉马谢伯爵雅克二世·德波旁，希望得到法国的支持。婚约规定雅克能在娶乔万娜后被授予“塔兰托亲王”头衔。因没能获得被许诺的头衔，雅克杀害了阿洛波，逼迫乔万娜封他为那不勒斯国王。为了完全掌握实权，雅克将乔万娜禁闭在宫中她的寓所内，但她随后即被贵族释放。
1416年，一场针对雅克的骚乱爆发了，结果是雅克被迫将他的法国班子逐出那不勒斯并辞去头衔。这时，乔万娜开始和塞尔吉安尼·卡拉乔洛交往，后者后来权倾朝野。1417年8月28日，她再次征服罗马，次年（1418年），雅克离开那不勒斯返回法国。

## 和教宗国的决裂

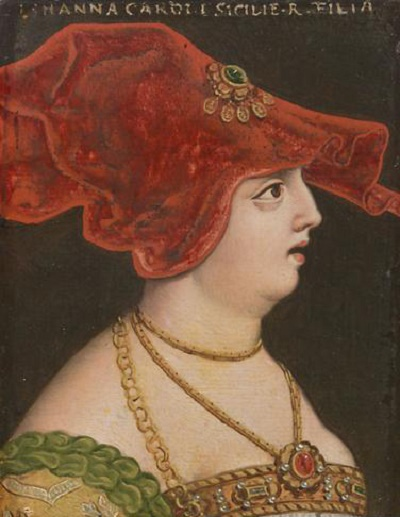
安东·博伊斯描绘的那不勒斯的乔万娜二世，约16世纪末

在雅克彻底失去权力的情况下，1419年10月19日，乔万娜加冕。但她和那不勒斯的名义领主，教宗玛尔定五世的关系迅速恶化。在卡拉乔洛的建议下，乔万娜拒绝对玛尔定重建教宗国军队提供经济帮助。教宗召来那不勒斯王位的竞争者路易三世。路易三世是那不勒斯前国王拉迪斯劳的王位竞争者路易二世之子，路易三世本人也要求那不勒斯王位。1420年，路易入侵坎帕尼亚，但教宗为了威胁乔万娜以为自己谋利，把双方的大使召集到佛罗伦萨。
乔万娜拒绝了教宗模棱两可的建议，并向前订婚对象的兄长有权势的亚拉冈国王阿方索五世寻求帮助，许诺阿方索继承领地。1421年7月，阿方索进入那不勒斯。路易失去了教宗的支持，但乔万娜和阿方索的关系突然恶化。1423年5月，阿方索拘捕了卡拉乔洛，包围了乔万娜所在的卡普亚诺城堡。双方达成契约后，卡拉乔洛被释放，他和乔万娜都流亡到阿韦尔萨。在那里，乔万娜又一次与路易碰面，宣布她接受阿方索的决定无效，改以路易为她的新继承人。阿方索被迫回到西班牙，乔万娜则在1424年4月顺利回到那不勒斯。塞尔吉安尼野心膨胀促使乔万娜于1432年谋杀他。当年8月19日，塞尔吉安尼·卡拉乔洛在卡普亚诺城堡房中被刺死。他被葬在那不勒斯圣乔瓦尼-卡尔博纳拉教堂。

## 和平年代
乔万娜以后统治的几年相对和平。路易住在他的封地卡拉布里亚公国，等待被召去继承王位，但在1434年去世。衰老的乔万娜指定路易的弟弟安茹的勒内为继承人。1435年2月2日，乔万娜以63岁的年龄在那不勒斯去世，葬于圣安南齐塔教堂。她的去世标志着安茹-杜拉佐系乃至那不勒斯的整个大安茹系的绝嗣。

## 资料
- Emerton, Ephraim. . Ginn and Company. 1917.
- Jackson, Guida M. . Santa Barbara, CA: ABC-CLIO. 1999. ISBN 1-57607-091-3.
- Rohr, Zita Eva. . Palgrave Macmillan. 2016. ISBN 978-1-137-49912-7.
- Woodacre, Elena. . London: Palgrave Macmillan. 2013. ISBN 978-1137339140.

## 延伸阅读
- Waley.P, Denley.P,(2013) Later Medieval Europe 1250-1520 Routledge
- Jansen, Drell and Andrews, (2011) eds. Medieval Italy texts in translation UPP
- Chisholm, Hugh (编). .  15 (第11版). London: Cambridge University Press: 422. 1911.

| 乔万娜二世 安茹-西西里王朝出生于：1371年6月25日逝世於：1435年2月2日 | 乔万娜二世 安茹-西西里王朝出生于：1371年6月25日逝世於：1435年2月2日 | 乔万娜二世 安茹-西西里王朝出生于：1371年6月25日逝世於：1435年2月2日 |
| 統治者頭銜                                                          | 統治者頭銜                                                          | 統治者頭銜                                                          |
| ------------------------------------------------------------------- | ------------------------------------------------------------------- | ------------------------------------------------------------------- |
| 前任者： 拉迪斯劳                                                   | 那不勒斯国王 1414年–1435年                                          | 繼任者： 勒内                                                       |